# Cantone di Poix-de-Picardie
Il Cantone di Poix-de-Picardie è una divisione amministrativa degli arrondissement di Abbeville e di Amiens.
A seguito della riforma complessiva dei cantoni del 2014 è passato da 28 a 79 comuni.

## Composizione
Prima della riforma del 2014 comprendeva i comuni di:
- Bergicourt
- Bettembos
- Blangy-sous-Poix
- Bussy-lès-Poix
- Caulières
- Courcelles-sous-Moyencourt
- Croixrault
- Éplessier
- Équennes-Éramecourt
- Famechon
- Fourcigny
- Fricamps
- Gauville
- Guizancourt
- Hescamps
- Lachapelle
- Lamaronde
- Lignières-Châtelain
- Marlers
- Meigneux
- Méréaucourt
- Morvillers-Saint-Saturnin
- Moyencourt-lès-Poix
- Offignies
- Poix-de-Picardie
- Sainte-Segrée
- Saulchoy-sous-Poix
- Thieulloy-la-Ville

Dal 2015 comprende i comuni di:
- Andainville
- Arguel
- Aumâtre
- Aumont
- Avesnes-Chaussoy
- Beaucamps-le-Jeune
- Beaucamps-le-Vieux
- Belloy-Saint-Léonard
- Bergicourt
- Bermesnil
- Bettembos
- Blangy-sous-Poix
- Brocourt
- Bussy-lès-Poix
- Cannessières
- Caulières
- Cerisy-Buleux
- Courcelles-sous-Moyencourt
- Croixrault
- Dromesnil
- Épaumesnil
- Éplessier
- Équennes-Éramecourt
- Étréjust
- Famechon
- Fontaine-le-Sec
- Forceville-en-Vimeu
- Foucaucourt-Hors-Nesle
- Fourcigny
- Framicourt
- Fresnes-Tilloloy
- Fresneville
- Fresnoy-Andainville
- Frettecuisse
- Fricamps
- Gauville
- Guizancourt
- Hescamps
- Heucourt-Croquoison
- Hornoy-le-Bourg
- Inval-Boiron
- Lachapelle
- Lafresguimont-Saint-Martin
- Lamaronde
- Lignières-Châtelain
- Lignières-en-Vimeu
- Liomer
- Marlers
- Le Mazis
- Meigneux
- Méréaucourt
- Méricourt-en-Vimeu
- Morvillers-Saint-Saturnin
- Mouflières
- Moyencourt-lès-Poix
- Nesle-l'Hôpital
- Neslette
- Neuville-au-Bois
- Neuville-Coppegueule
- Offignies
- Oisemont
- Poix-de-Picardie
- Le Quesne
- Rambures
- Saint-Aubin-Rivière
- Saint-Germain-sur-Bresle
- Saint-Léger-sur-Bresle
- Saint-Maulvis
- Sainte-Segrée
- Saulchoy-sous-Poix
- Senarpont
- Thieulloy-l'Abbaye
- Thieulloy-la-Ville
- Le Translay
- Vergies
- Villeroy
- Villers-Campsart
- Vraignes-lès-Hornoy
- Woirel